# Jean-Charles Asselain
Jean-Charles Asselain, né le 28 juin 1942 à Oran (Algérie) et mort le 10 septembre 2013 à Bordeaux, est un historien et économiste français.

## Biographie
Ancien élève de l'École normale supérieure, agrégé d'histoire et de sciences économiques, docteur es sciences économiques, correspondant de l'Institut (académie des sciences morales et politiques) et professeur de sciences économiques à l'université Montesquieu-Bordeaux-IV, il a le grade de professeur émérite et de professeur de classe exceptionnelle. Son travail se concentre sur la transformation des ex-économies socialistes et sur l'histoire économique en général. Il est membre de la mission scientifique universitaire. Il est également l'auteur de nombreux ouvrages d'histoire, d'économie et de politique.

## Publications
- Histoire économique de la France du XVIIIe siècle à nos jours, t. 1 : De l'Ancien Régime à la Première Guerre mondiale, Paris, Éditions du Seuil, coll. « Points. Histoire » (no 71), 1984, 221 p. (ISBN 2-02-006731-5).
- Histoire économique de la France du XVIIIe siècle à nos jours, t. 2 : De 1919 à la fin des années 1970, Paris, Éditions du Seuil, coll. « Points. Histoire » (no 72), 1984, 209 p. (ISBN 2-02-006732-3).
- Histoire économique : de la révolution industrielle à la Première Guerre mondiale, Paris, Presses de la Fondation nationale des sciences politiques / Dalloz, coll. « Amphithéâtre », 1985, 381 p. (ISBN 2-7246-0519-5 et 2-247-00631-0, présentation en ligne). Réédition : Histoire économique : de la révolution industrielle à la Première Guerre mondiale, Paris, Presses de la Fondation nationale des sciences politiques / Dalloz, coll. « Amphithéâtre », 1991, 2e éd. (1re éd. 1985), 385 p. (ISBN 2-7246-0600-0 et 2-247-01287-6).
- Histoire économique du XXe siècle, t. 1 : La montée de l'État, 1914-1939, Paris, Presses de la Fondation nationale des sciences politiques / Dalloz, coll. « Amphithéâtre », 1995, 389 p. (ISBN 2-7246-0663-9).
- Histoire économique du XXe siècle, t. 2 : La réouverture des économies nationales, 1939 aux années 1980, Paris, Presses de la Fondation nationale des sciences politiques / Dalloz, coll. « Amphithéâtre », 1995, 481 p. (ISBN 2-7246-0664-7).
- Mythes et paradoxes de l'histoire économique (coécrit avec Paul Bairoch et Anne Saint Girons), La Découverte, 2005.
- La France en mouvement, 1934-1938.
- Plan et profit en économie socialiste.
- La Politique du franc Poincaré : perception de l'économie et contraintes politiques dans la stratégie monétaire de la France, 1926-1936 (coécrit avec Kenneth Mouré).
- Précis d'histoire européenne, XIXe – XXe siècle.
- L'argent de la justice : le budget de la justice en France de la Restauration au seuil du XXIe siècle  (Presses universitaires de Bordeaux,  (ISBN 9782867815195), 2009).